# Stewart Harcourt
Stewart Harcourt est un scénariste et producteur britannique. Il est connu pour avoir écrit pour la télévision telle que les séries télévisées Miss Marple, Hercule Poirot et Maigret.

## Filmographie

### En tant que scénariste

#### Séries télévisées
- 1997-1998 : Médecins de l'ordinaire (en) (Peak Practice) (8 épisodes)
- 2000 : Hearts and Bones (en)
- 2005 : Jericho (en) (4 épisodes)
- 2005-2010 : Miss Marple (Agatha Christie's Marple) (4 épisodes)
- 2009-2010 : Hercule Poirot (Agatha Christie's Poirot) (2 épisodes)
- 2011 : Inspecteur George Gently (Inspector George Gently) (saison 4, épisode 1 : Gently Upside Down)
- 2013 : Love and Marriage (en) (3 épisodes)
- 2014-2016 : Agatha Raisin (4 épisodes)
- 2016-2017 : Maigret (4 épisodes)

#### Téléfilms
- 2006 : Dracula de Bill Eagles
- 2012 : L'Île au trésor (Treasure Island) de Steve Barron
- 2016 : Churchill's Secret (en) de Charles Sturridge

#### Courts-métrages
- 1995 : The Short Walk de Jonathan Hacker

### En tant que producteur
Séries télévisées
- 2013 : Love and Marriage (3 épisodes)
- 2014-2016 : Agatha Raisin (4 épisodes)
- 2016-2017 : Maigret (4 épisodes)

## Distinction
Nominations
- Online Film & Television Association Awards 2006 : Meilleur scénario du téléfilm ou de la mini-série pour Jericho